# FoxBlade
FoxBlade（フォックスブレード）は、2022年2月23日にMicrosoftの脅威インテリジェンスセンター（MSTIC）によって発見されたマルウェア（悪意のあるソフトウェア）であり、ウクライナ政府を標的にしていると考えられている。 FoxBladeは、 2022年ロシアのウクライナ侵攻直前にウクライナのネットワークで発見され、ウクライナへのサイバー攻撃の一部であるとされる。Microsoftは、即座にウクライナ政府へ現状報告や技術的な助言を行った。また同社は、FoxBladeがヨーロッパの他の国に広がるのを防ぐために欧州連合と調整を図った。